# Chamuaset
| N28 · D36 | Y1 · Aa15 | R19 | X1 · O49 | A52 |

| N28 · D36 | Y1 · Aa15 | R19 | X1 · O49 | A52 |

Chamuaset (též Chaemuaset nebo Chamvese, v překladu z egyptštiny „Zjevený ve Vesetu“) byl ve starověkém Egyptě v období 19. dynastie královský princ – v pořadí čtvrtý syn panovníka Ramesse II., druhý s jeho manželkou královnou Esetnofretou. Zastával významný úřad velekněze Ptahova mennoferského chrámu, na jehož přestavbě se pravděpodobně podílel, v dnešní Sakkáře založil Serapeum – pohřebiště posvátných býků Hapiů a zasloužil se o obnovu některých z už v jeho době velmi starých staveb předchozích králů. Pozdější literární tradicí byl pokládán za slavného učence a velkého mága.

## Historie
Chamuaset se pravděpodobně narodil ještě v době, kdy jeho otec nebyl panovníkem: na reliéfu zachycujícím výpravu do Núbie z počátku Ramesseho spoluvlády se Sethim I. je už zobrazen na válečném vozíku jako chlapec, tehdy patrně pětiletý. Ačkoli se stejně jako jiní Ramesseho synové objevuje na výjevech s vojenskou tematikou, nikdy na rozdíl od ostatních nenesl vojenské tituly.
Ve 30. roce vlády svého otce byl pověřen organizací významné první oslavy královského jubilea sed, podobně tomu bylo i se čtyřmi či dokonce až šesti následujícími až do 45. roku vlády. V 52. roce vlády, tehdy už více než šedesátiletý, byl po smrti svých starších bratrů nejstarším královým synem a tedy předpokládaným následníkem. Tento titul však užíval velmi krátce a panovníkem se nestal – zemřel přibližně o 3 roky později, kolem 55. roku vlády Ramesse II.